# Nazionale femminile di hockey su ghiaccio della Germania
La nazionale di hockey su ghiaccio femminile della Germania è controllata dalla Federazione di hockey su ghiaccio della Germania, la federazione tedesca di hockey su ghiaccio, ed è la selezione che rappresenta la Germania nelle competizioni internazionali femminile di questo sport.
La rappresentativa ha conquistato un bronzo agli europei del 1989 come Germania Ovest, ha partecipato a tre edizioni dei giochi olimpici invernali (2002, 2006 e 2014), conquistando come miglior piazzamento un quinto posto nel 2006. Inoltre, ai campionati mondiali ha conseguito, come miglior risultato nella sua storia, un quarto posto nell'edizione 2017.